# Kwaguʼł
 (février 2025).
Le contenu est difficilement compréhensible vu les erreurs de traduction, qui sont peut-être dues à l'utilisation d'un logiciel de traduction automatique.
Les Kwaguʼł ou Kwakiutl sont un peuple amérindien et sous groupe des Kwakwaka’wakw (« locuteurs de kwak’wala »). La Première Nation Kwakiutl (anciennement : Fort Rupert Band) est une Première Nation du nord de l’île de Vancouver, en Colombie-Britannique au Canada.
Leur langue appartient à la famille des langues wakashanes. Le nom « Kwakiutl » ne faisait à l’origine référence qu’aux Kwaguʼł de la colonie de Tsax̱is près de Fort Rupert, mais a été étendu dans l’usage à tous les Kwakwaka’wakw à partir de 1849 environ. Les agents indiens appelaient fréquemment le groupe tribal les Kwakkewlths.
La « Première Nation Kwakiutl » est aujourd’hui composée de descendants de plusieurs tribus ou tribus de langue kwak’wala. Chacune sous la direction d’un chef (cette scission est probablement en partie due à une lutte de pouvoir). Toutes les tribus s’identifient désormais comme « Kwaguʼł ».
- Kwakiutl ou Kwagu'ł ou Kwágu7lh (littéralement « fumée du monde » ; jusqu’en 1849, ils vivaient à Ḵalug̱wis sur l’île de Turnour, puis déménagèrent à Tsax̱is (Fort Rupert) ; leur ancien village fut ensuite occupé par les Tlowitsis (Ławit’sis) (littéralement « Furieux »).
- Walas Kwakiutl ou Lakwilala (K’abilis et Adap’e sur l'île de Turnour).
- K’umk’utis, Komkiutis ou Tlitlekit ; à l’origine de Robson Bight, ayant rejoint les Walas Kwakiutl en 1885.
- Kwaixa ("meurtriers") ou Gweetala ("nordistes").
- Kwixamut, Kwixa ou Kweeha (« compagnons/disciples de Kwixa ») ou K’umuyoyi ou Komoyoi (« riche ») (à l’origine sur l'île de Mound, plus tard avec un petit groupe de Walas Kwakiutl à K’abilis).

Ils parlent l’un des quatre dialectes régionaux du kwak’wala - le dialecte kwak̓wala ; cependant, selon le rapport FPPC de 2018 , il n’y avait que 2,3 % de locuteurs natifs parmi les « Kwakiutl (Kwagu’ł) », ainsi que 11,3 % de locuteurs partiels et environ 6,4 % de locuteurs en apprentissage parmi les 750 membres tribaux.

## Histoire

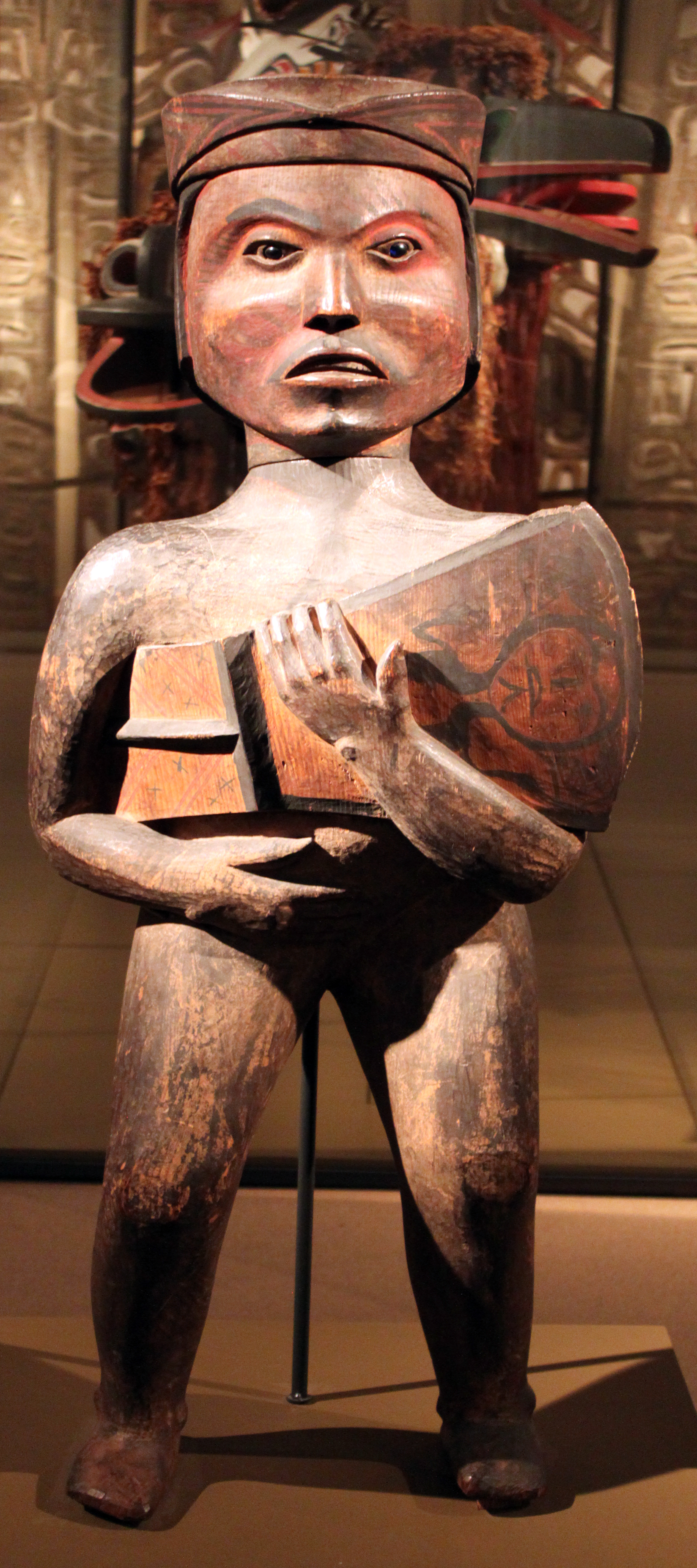
Figure d’un chef kwaguʼł avec une plaque de cuivre de cérémonie, symbole de richesse, de 1881 au Musée d’ethnologique de Berlin.

Le terme Kwakwaka’wakw englobait 23 à 27 communautés ou groupes (plus tard appelés bandes ou tribus), ayant chacun un chef traditionnel, liés par la langue et la culture, souvent avec des liens familiaux. Leur population est estimée à plus de 19 000[Quand ?], mais a chuté à 1 039 en 1924.
La société hautement hiérarchisée et matrilinéaire était divisée en communautés exogames individuelles ou en groupes de foyers, qui se composaient d’une ou de plusieurs familles étroitement apparentées, dont chacune faisait remonter sa descendance à un ancêtre commun. Chaque groupe de foyers était dirigé par un chef et habitait en communauté de 20 à plus de 250 personnes, qui à leur tour étaient politiquement dirigées par le chef masculin héréditaire et principal («chef de maison»). Ces communautés étaient la forme d’organisation sociale et politique et représentaient les «tribus» individuelles.
Les Kwakiutl retracent leurs ancêtres au soleil, au grizzli, à la mouette et à l’oiseau-tonnerre, bien que ce mythe soit en concurrence avec les histoires de création des tribus voisines qui ont laissé des traces narratives dans celles des Kwakiutl.
Non loin de la zone tribale des Kwakiutl se trouve Bear Cove, où les plus anciennes découvertes archéologiques de l’île de Vancouver ont été faites. Les monticules de coquillages, aujourd’hui d’importants vestiges de l’histoire ancienne, ont été convertis sans hésitation à d’autres fins jusqu’aux années 1950, notamment durant la Seconde Guerre mondiale. Par exemple, l’amas de Fort Rupert a été utilisé pour agrandir l’aéroport de Port Hardy, une montagne de 3 000 longueur de mètre, 600 m de largeur et 15 à 20 m de hauteur. Des vestiges de maisons et quelques pétroglyphes font partie des rares artéfacts archéologiques qui attendent d’être documentés.
La tribu était divisée en 'na'mima, ce qui signifie « d'une seule espèce. » Leurs proches étaient appelés 'na'mimut . Au sein de ces groupes se trouvait une hiérarchie de chefs ancestraux, de chefs subordonnés, de membres de tribus communes et de leurs familles. Chaque 'na'mima, à son tour, avait un certain rang au sein de la tribu.
Quatre tribus étaient regroupées sous les Kwakiutl: les Kwakiutl, les K'umk'utis, les Kwixa et les Walas Kwakiutl. Cette scission remonte probablement à une lutte de pouvoir, ainsi les Kwaixa étaient considérés comme des « meurtriers », leurs adversaires, les Kwixamut, étaient les partisans des Kwixa. Les Kwakiutl étaient les Gweetala ou les gens du nord et les Kwixa étaient les « gens riches ». Les K'umk'utis sont descendu de Robson Bight et s'appelaient Tlitlekit. Ils se mêlèrent aux Walas Kwakiutl, anciennement Lakwi'lala, en 1885.
Avant 1849, les Kwakiutl vivaient à Kalugwis. Ils ont informé les employés de la Compagnie de la Baie d'Hudson en 1835 des gisements de charbon à Suquash, à 14 km au sud-est de ce qui deviendra plus tard Fort Rupert. En 1836, le navire Beaver se dirigea vers la région, ainsi les « Quaquills », c'est-à-dire les Kwagu'l voulaient exploiter eux-mêmes le charbon. Pendant plusieurs années, les Kwagu'l ont donc approvisionné la société en charbon. Cependant, la demande pour cette matière première augmente rapidement en raison de l'augmentation de la population et surtout en raison de la navigation motorisée, de sorte que la société américaine Howland & Aspinall entame des négociations avec la Compagnie de la Baie d'Hudson pour des livraisons de charbon depuis l'île de Vancouver.

### La Compagnie de la Baie d'Hudson et l'ère coloniale britannique

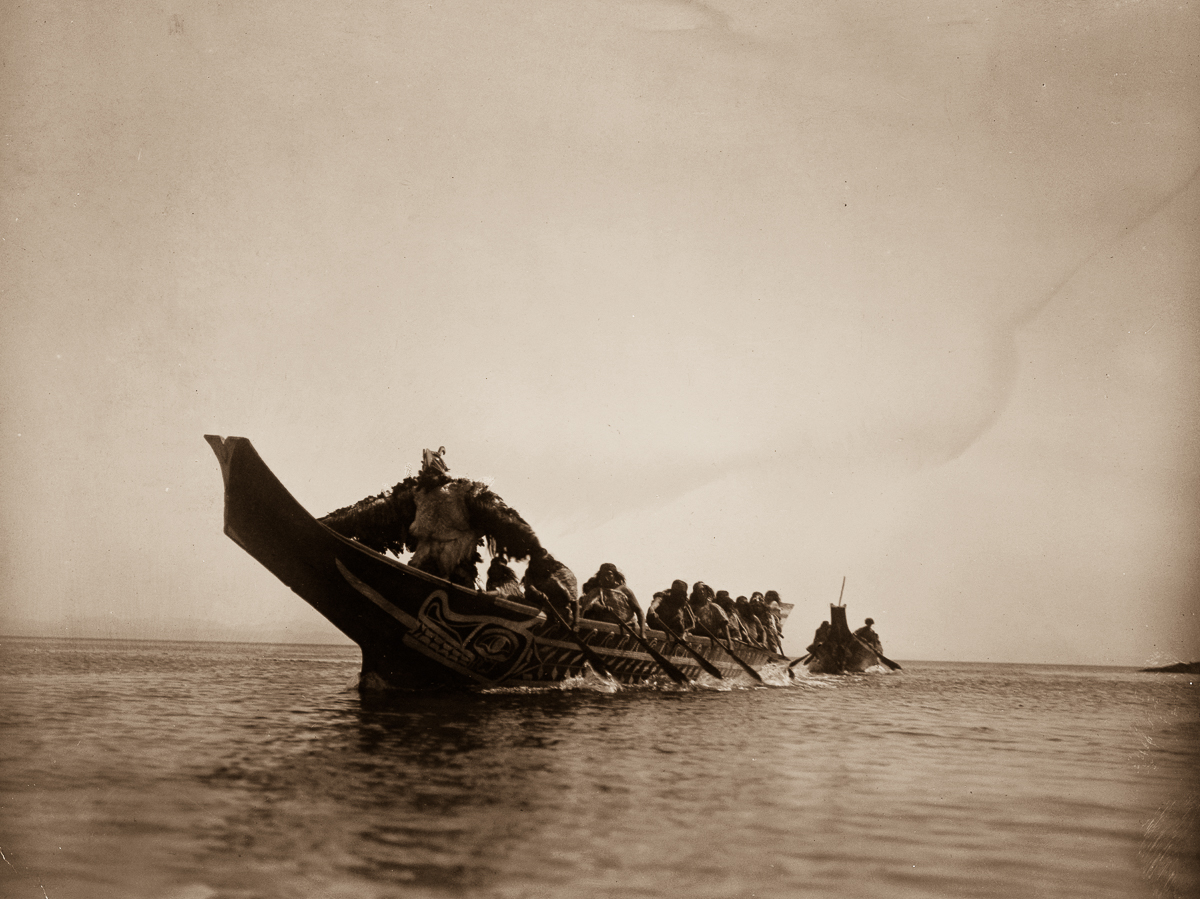
Canoë de cérémonie, photo d’Edward Curtis de 1914.

L’entreprise, initialement société dans traite des fourrures qui s’était depuis longtemps diversifiée dans la production et le commerce, était prête à investir dans la région. En 1849, la Compagnie de la Baie d’Hudson construit Fort Rupert à côté de Tsax̱is, un ancien village, pour protéger une mine de charbon. Les Kwakiutl s’y installèrent pour la plupart et les Lawit’sis vivaient dans leur ancien village. Le fort était la première installation permanente du territoire Kwakwaka’wakw, mais les Kwakiutl réclamèrent le charbon eux-mêmes et reprirent le village. Le 8 février 1851, ils sont forcé a signé un contrat avec la société. Cela fait des Kwixa et des Kwakiutl les seules tribus des Kwakwaka’wakw à avoir signé l’un des soi-disant traités Douglas (en), c’est-à-dire un des contrats conclus avec le gouverneur James Douglas. Ils ont reçu huit réserves autour de Beaver Harbour et à l’embouchure des rivières Keogh et Cluxewe. Une plus grande zone boisée sur l’île Malcolm a également été incluse.
En décembre 1865, le HMS Clio apparaît devant le village et le fait complètement détruire. Bien que les Kwakiutl durent accepter de lourdes pertes, 70 canots furent détruits, ils reconstruisirent 26 maisons devant Fort Rupert en peu de temps Ce village deviendra le lieu de culte central, célèbre pour ses potlatchs, jusque vers 1900, date à laquelle il sera supplanté par les ’Yalis (Alert Bay) dans le territoire des ’Namgis.

### Canada
Les épidémies, en particulier l’épidémie de variole de 1862, réduisirent le nombre de Kwakiutl à 175 en 1881, et en 1906 seulement 104 furent dénombrés. Dès 1850 et 1851, la puissance maritime britannique avait détruit des villages des Nahwitti, une tribu voisine.
En 1881, le Canada a créé l’Agence des Indiens Kwawkewlth. La même année, les premiers ethnologues sont venus chez les Kwakiutl et leurs voisins. En 1886, Franz Boas a visité les Kwakiutl, ainsi que les Tlatlasikwala (« ceux sur la côte de l’océan », colonie: X̱wa̱mdasbeʼ sur Na̱widi (Hope Island), avec l’ancienne importante colonie commerciale « Nahwitti »), dont certains descendant rejoignirent plus tard les Kwakiutl.
Avec la Loi sur les pêches de 1888, le gouvernement restreignit drastiquement les droits de pêche des Indiens. En contraste frappant avec l'enthousiasme du public pour la culture évident, par exemple, à l' Exposition universelle de Chicago de 1893, le gouvernement a poursuivi ses politiques anti-culturelles. Dans le même temps, les musées attirent d'énormes quantités d'objets artisanaux, notamment d'innombrables masques. L'intermédiaire était George Hunt (1854-1933), fils d'un commerçant de fourrures de Fort Rupert qui comprenait la langue et était marié à une femme tlingit. Il a été suivi par des intermédiaires des tribus elles-mêmes, comme Charles James Nowell (1870–1956) des 'Namgis . Après la mort de sa première femme, Lucy Homikanis de Hope Island, en 1908, il épousa une femme de la tribu 'Nakwaxda'xw nommée Tsukwani (Francine). On ne sait pas s'ils étaient conscients de leur contribution à la destruction de leurs cultures.
En 1914, Edward Curtis réalise et publie de nombreuses photographies et films des Kwakiutl et de leurs voisins ( In the Land of the Head Hunters, 1915). Avec sa vision romantique des Indiens, qu'il considérait comme des reliques de la vie de l'âge de pierre, il a contribué à façonner l'attitude de l'environnement blanc pendant des décennies.
En 1881, la Church Missionary Society de Londres transféra sa mission de Fort Rupert à 'Yalis et la Kwawkewlth Indian Agency emboîta le pas en 1896. Tsa x est devenu de moins en moins important, surtout depuis qu'un incendie en 1900 a détruit de nombreuses maisons.

### Pensionnats indiens
La politique du Canada était de plus en plus dirigée contre toutes les expressions culturelles des peuples autochtones. Non seulement la pratique du potlatch était interdite, mais tous les enfants devaient fréquenter les pensionnats qui, pour les Kwakiutl, étaient le pensionnat St. Michael à Alert Bay. Là, avec des punitions sévères, on a insisté pour que les enfants n'utilisent pas leur langue, mais parlaient anglais. Ainsi, non seulement leurs liens culturels devraient être détruits, mais ils devraient se fondre dans la foule des Canadiens. Cela a également créé la situation où les locuteurs de Kwak'wala ne savaient souvent pas écrire, mais les anglophones ne maîtrisaient plus leur langue maternelle.

### Mungo Martin
Cependant, Tsax est produit l'un des artistes les plus influents qui a contribué de manière significative à la renaissance de la sculpture et de toute la culture du Pacifique Nord-Ouest : Mungo Martin (1879-1962), qui a été appelé le sculpteur du siècle . Il était le chef héréditaire des Kwakiutl. Il travaille dans son village natal jusqu'en 1947, puis s'installe à Vancouver, enfin à Victoria en 1952, où il laisse les célèbres bûchers devant le Royal British Columbia Museum . Mais il n'était pas seulement d'une énorme influence en tant qu'artiste visuel. Il a également laissé 400 chansons du vaste stock de sa tribu et de sa famille, ainsi que de nombreuses histoires. Son père était Kwicksutaineuk et sa femme était de la famille Hunt de Tsa x is. Sa seconde épouse, Abayah (Sarah Smith), a été photographiée par Curtis.
Après la levée de l'interdiction du potlatch en 1951, il célèbre le premier festival public de ce genre à Victoria. Mais en même temps, l'industrie du bois n'avait laissé aucun arbre assez vieux et assez grand pour les mâts totémiques.

### Lutte pour les ressources naturelles et culturelles
Sur Wazilus ( Deer Island ), des blocus par les Kwakiutl ont été effectués pour la première fois en 1986 contre la compagnie forestière MacMillan Bloedel. La résistance était dirigée par Coreen Wilson et Dave Jacobson, tous deux Kwakiutl de Tsa x est - avec succès. Un conflit similaire fait rage depuis des années avec Pan Fish, un pisciculteur que les Kwakiutl accusent de les priver de parts de revenus et de nuire à l'environnement écologique, notamment au saumon sauvage.
Les Kwakiutl ne pouvaient pas non plus empêcher la construction d'un quai de ferry à Hardy Bay, juste à Bear Cove, le site de la découverte des artefacts les plus anciens.
Mais les efforts de revitalisation ont fait des progrès. En 1988 débutent les travaux de construction d'une grande maison de réunion, la Gukwdzi, suivis en 1991 d'un bureau de bande appelé U'gwamalis, et en 1999 d'une garderie dite, qui ouvre ses portes en 2000. Des événements culturels y sont organisés et des repas chauds y sont servis. La langue est à nouveau enseignée depuis plusieurs années, et il existe désormais même des cours de langue sur Internet.
Rupert Wilson est aujourd'hui le chef du peuple Kwakiutl. En juin 2006, il a porté plainte contre les méthodes d'épuisement de la nature et de tromperie des Indiens.
La tribu est active dans la restauration de l'environnement naturel depuis des années et a achevé le projet riverain Cluxewe sur la rivière Cluxewe en 2007. De même, après trois ans, il a été possible de restaurer la qualité de l'eau à Beaver Harbour à un point tel que la pêche a été à nouveau autorisée. Néanmoins, certains animaux marins doivent subir un processus de nettoyage complexe avant de pouvoir être relâchés pour la consommation.

### Négociations de traités avec le Canada et la Colombie-Britannique
Au début de 1997, les Kwakiutl sont entrés dans le soi-disant processus de traité de la Colombie-Britannique, un processus de traité en six étapes. Cela a commencé par la livraison d'une carte des zones traditionnelles et d'une lettre d'intention. Dans un deuxième temps, les équipes de négociation sont déterminées et les points litigieux sont formulés. À l'étape 3, un calendrier est défini qui fixe le contenu exact. À l'étape suivante, il devrait y avoir une sorte de contrat de base, sur la base duquel le contrat doit être conclu lors de la dernière et de la sixième étape. Elle n'a plus qu'à être ratifiée et mise en œuvre.
Cependant, à la fin de 2003, les Kwakiutl se sont retirés des négociations de la phase 4 avec la Colombie-Britannique et le Canada. Ils ont quitté le groupe du traité de Winalagalis pour le moment. Apparemment, il y a un désaccord sur le rôle des Kwakiutl, qui préfèrent renoncer à la pension alimentaire du gouvernement afin de faire respecter les termes du traité Douglas. Les tribus voisines sont à ce jour sans aucun accord contractuel.

## Religion
En principe, les croyances des Kwakiutl étaient animistes, car de nombreux phénomènes naturels étaient censés être animés par des esprits. Le terme náwalak était central : il désignait à la fois des êtres spirituels et une puissance surnaturelle. Il était aussi l'incarnation d'une âme du monde et l'expression de tout ce qui était merveilleux, tout comme Manitou des Algonquins et Wakan des Sioux ; cependant, en revanche, il ne représentait que le bien et le saint; le mal et le profane étaient báxwes . De plus , Náwalak était accessible aux humains comme l' orenda des Iroquois. Cependant, seules certaines créatures ou objets - comme le saumon, l'alouette, le cèdre, la flûte de cérémonie, les créatures déformées ou la terre des glissades de loutres - contenaient du náwalak . Seuls les jumeaux étaient des personnes naturellement dotées de ce pouvoir. Par des prières et divers rituels, on tentait d'acquérir le pouvoir ou de l'influencer positivement. Contrairement à de nombreuses autres tribus, cependant, la vie des Kwakiutl était moins spirituelle, et plus pragmatique et mondaine. Le monde des esprits n'était pas considéré comme ayant une grande influence sur la vie humaine quotidienne et le contact avec les êtres spirituels était l'affaire des Numayms (sociétés claniques) et des sociétés de danse spéciales. L'hiver est la période la plus importante pour ces sociétés de danse religieuse : de nouveaux membres sont recrutés et le contact avec les esprits gardiens est renoué. Des rituels séculaires de dons de potlach accompagnaient les performances des sociétés de danse, qui étaient des mises en scène dramatiques d'événements mythologiques. Les arts étaient également étroitement liés - sculpture, peinture, théâtre et oratoire - principalement liés aux esprits animaux. Les costumes de danse et les masques surdimensionnés fonctionnant mécaniquement étaient particulièrement impressionnants. Divers rituels cycliques – baptême, mariage, titres, commémoration des morts – se déroulaient dans ce cadre. Les morts étaient déposés dans des cercueils en bois courbé richement décorés dans des arbres, une maison funéraire en bois, des crevasses dans les rochers ou des grottes. L'âme d'un homme mort a continué à habiter la maison de son vivant et a été considérée comme dangereuse pendant un an. L'au-delà était considéré comme un paradis. Il y avait différentes catégories de nécromanciens, travaillant comme guérisseurs spirituels (pour certaines maladies supposées être causées par des esprits), devins ou aumôniers, entre autres. Cependant, le premier choix lorsqu'il s'agissait de soigner les malades était les guérisseurs qui utilisaient des substances végétales, animales et minérales ainsi que des bains, des bains de sueur et des brûlures.
L'assimilation rapide à la culture euro-américaine a commencé vers 1880. Bien que des missionnaires catholiques aient déjà travaillé parmi les Kwakiutl, seule la christianisation anglicane a réussi. Ce n'est que vers 1970 qu'il y a eu une revitalisation des arts, des danses et de certains rituels - quoique plus dans un respect folklorique et commercial que religieux. Aujourd'hui - selon les enquêtes actuelles du réseau de conversion à orientation évangélique-fondamentaliste Joshua Project - jusqu'à quatre pour cent de tous les Kwakiutl sont chrétiens.

## Société destructrice
- Si vous ne connaissez pas le sujet, laissez ce bandeau (vous pouvez alors contacter les auteurs).
- Si vous supprimez le contenu mis en cause (vous pouvez préalablement contacter les auteurs),

argumentez précisément cette suppression dans la page de discussion
(un manque de référence n'est pas un argument ; une recherche réelle de référence doit avoir été effectuée, être formellement documentée).
Dans le cadre de son travail Anatomy of Human Destructiveness, le psychologue social Erich Fromm a utilisé des dossiers ethnographiques pour analyser la volonté d'utiliser la violence de 30 peuples pré-étatiques, dont les Kwakiutl. Il les a finalement attribués aux "sociétés destructrices", dont les cultures se caractérisent par un faible sens de la communauté avec une individualité prononcée (égoïsme, possession, rivalité, envie) et par un état d'esprit hostile et tendu (insidieux, méfiance, peur de l'avenir). Leur structure sociale était strictement hiérarchique, les infractions étaient punies de peines sévères, la vision idéologique du monde déterminait l'éducation des enfants et conduisait à la destructivité, à l'agression aveugle et à la cruauté au sein du peuple et envers les autres. Les aspirations impérialistes et les guerres d'agression sont des phénomènes courants dans les sociétés destructrices. (voir aussi : « Guerre et paix » dans Sociétés pré-étatiques )

## Réservations
Aujourd'hui, les Kwakiutl possèdent - sur la base du traité Douglas - huit ou dix réserves avec près de 468 ha dans le district de la Rupert. De loin la plus grande est l'île Malcolm 8 (196 ha) qui se trouve sur l'île du même nom entre le détroit de la Reine-Charlotte et Broughton. 38 km à l'est de Sointula est Walden 9 (101,9 ha), le deuxième plus grand sont Wazulis 14 (67,9 ha) et Klickseewy 7 (54, Ha). Fort Rupert est situé du côté sud de Beaver Harbour 1 (4.1 ha), où dans la zone portuaire il y a aussi Kippase 2 (13,8 ha), petite île aux coquillages 3 (0,3 ha) et pointe Thomas 5 et 5a (17.8 et 9.4 ha) situé à l'entrée est du port. À l'embouchure de la rivière Keogh se trouve Keogh 6 (1,8 Ha). La plupart des Kwakiutl vivent à Kippase 2.
En décembre 2007, sur les 669 membres de la tribu, exactement 290 vivaient dans leurs propres réserves, 23 autres dans d'autres réserves, plus 355 membres qui vivaient hors des réserves et un qui ne vivait sur aucune bande de terres de la Couronne . En septembre 2011, 714 personnes étaient reconnues comme Kwakiutl, dont 300 vivaient seules, 26 sur d'autres et 387 hors réserve. Aujourd'hui (février 2021), selon Relations Couronne-Autochtones et Affaires du Nord Canada, les « Kwakiutl (Kwagu'ł) » comptent au total 843 membres tribaux, dont 323 vivent dans leurs propres réserves et 37 autres sur les réserves d'autres Premières nations, deux membres de la tribu sur les « terres de la Couronne de la bande » et le reste à l'extérieur.